# 1983-as ifjúsági labdarúgó-világbajnokság
Az 1983-as ifjúsági labdarúgó-világbajnokságot június 2. és június 19. között rendezték Mexikóban. A tornát a brazil csapat nyerte meg.

## Csoportkör
A csoportok első két helyezettje jutott a negyeddöntőbe, ahonnan egyenes kieséses rendszerben folytatódott a torna.
| Jelmagyarázat                                                            |
| ------------------------------------------------------------------------ |
| A csoportok első két helyezettje bejutott az egyenes kieséses szakaszba. |
| A csoportok harmadik és negyedik helyezettjei kiestek.                   |

### A csoport
| Csapat     | M | Gy | D | V | G+ | G– | Gk | P |
| ---------- | - | -- | - | - | -- | -- | -- | - |
| Skócia     | 3 | 2  | 0 | 1 | 4  | 2  | +2 | 4 |
| Dél-Korea  | 3 | 2  | 0 | 1 | 4  | 4  | 0  | 4 |
| Ausztrália | 3 | 1  | 1 | 1 | 4  | 4  | 0  | 3 |
| Mexikó     | 3 | 0  | 1 | 2 | 2  | 4  | –2 | 1 |

| 1983. június 2. 21:00 |

| Mexikó     | 1–1               | Ausztrália |
| ---------- | ----------------- | ---------- |
| Bernal 16' | (1–0) Jegyzőkönyv | Farina 73' |

| Estadio Azteca, Mexikóváros Nézőszám: 108 900 Játékvezető: Gérard Biguet (francia) |

| 1983. június 3. 15:00 |

| Dél-Korea | 0–2               | Skócia         |
| --------- | ----------------- | -------------- |
|           | (0–2) Jegyzőkönyv | Dobbin 62' 78' |

| Estadio Nemesio Díez, Toluca Nézőszám: 26 191 Játékvezető: Edward Bellion (amerikai) |

| 1983. június 5. 12:00 |

| Dél-Korea                      | 2–1               | Mexikó    |
| ------------------------------ | ----------------- | --------- |
| No In-Woo 29' Shin Yeon-Ho 89' | (1–1) Jegyzőkönyv | Reyna 10' |

| Estadio Azteca, Mexikóváros Nézőszám: 71 198 Játékvezető: Jan Keizer (holland) |

| 1983. június 5. 16:00 |

| Skócia     | 1–2               | Ausztrália                  |
| ---------- | ----------------- | --------------------------- |
| McStay 61' | (0–0) Jegyzőkönyv | Incantalupo 52' Patikas 87' |

| Estadio Nemesio Díez, Toluca Nézőszám: 22 111 Játékvezető: Carlos Espósito (argentin) |

| 1983. június 8. 16:00 |

| Ausztrália | 1–2               | Dél-Korea                         |
| ---------- | ----------------- | --------------------------------- |
| Brown 53'  | (0–2) Jegyzőkönyv | Kim Jong-Kon 16' Kim Jong-Boo 34' |

| Estadio Nemesio Díez, Toluca Nézőszám: 24 812 Játékvezető: Horst Brummeier (osztrák) |

| 1983. június 8. 20:00 |

| Mexikó | 0–1               | Skócia     |
| ------ | ----------------- | ---------- |
|        | (0–1) Jegyzőkönyv | Clarke 45' |

| Estadio Azteca, Mexikóváros Nézőszám: 86 582 Játékvezető: Luis C. Felix Ferreira (brazil) |

### B csoport
| Csapat           | M | Gy | D | V | G+ | G– | Gk | P |
| ---------------- | - | -- | - | - | -- | -- | -- | - |
| Uruguay          | 3 | 2  | 1 | 0 | 6  | 3  | +3 | 5 |
| Lengyelország    | 3 | 2  | 0 | 1 | 10 | 5  | +5 | 4 |
| Egyesült Államok | 3 | 1  | 0 | 2 | 3  | 5  | –2 | 2 |
| Elefántcsontpart | 3 | 0  | 1 | 2 | 2  | 8  | –6 | 1 |

| 1983. június 3. 14:00 |

| Lengyelország                                                     | 7–2               | Elefántcsontpart   |
| ----------------------------------------------------------------- | ----------------- | ------------------ |
| Klemenz 4' 21' 51' Gorgon 22' Wraga 48' Myslinski 59' Lesniak 85' | (3–0) Jegyzőkönyv | Didi 67' Kassy 80' |

| Estadio Cuauhtémoc, Puebla Nézőszám: 14 130 Játékvezető: Daqiao Zhang (kínai) |

| 1983. június 3. 19:00 |

| Uruguay                  | 3–2               | Egyesült Államok     |
| ------------------------ | ----------------- | -------------------- |
| Aguilera 2' Sosa 57' 64' | (1–0) Jegyzőkönyv | Hooker 60' Perez 67' |

| Estadio Jalisco, Guadalajara Nézőszám: 17 821 Játékvezető: Ivan Gregr (csehszlovák) |

| 1983. június 5. 14:00 |

| Egyesült Államok | 1–0               | Elefántcsontpart |
| ---------------- | ----------------- | ---------------- |
| Gelnovatch 79'   | (0–0) Jegyzőkönyv |                  |

| Estadio Cuauhtémoc, Puebla Nézőszám: 11 836 Játékvezető: Cesar Pagano (perui) |

| 1983. június 6. 17:00 |

| Uruguay                      | 3–1               | Lengyelország |
| ---------------------------- | ----------------- | ------------- |
| Zalazar 52' Aguilera 54' 66' | (0–0) Jegyzőkönyv | Klemenz 57'   |

| Estadio Nou Camp, León Nézőszám: 23 117 Játékvezető: Muhamed Larache (marokkói) |

| 1983. június 8. 14:00 |

| Lengyelország               | 2–0               | Egyesült Államok |
| --------------------------- | ----------------- | ---------------- |
| Lesniak 76' Szczepanski 85' | (0–0) Jegyzőkönyv |                  |

| Estadio Cuauhtémoc, Puebla Nézőszám: 16 103 Játékvezető: Okubule Eestus (nigériai) |

| 1983. június 8. 15:00 |

| Elefántcsontpart | 0–0         | Uruguay |
| ---------------- | ----------- | ------- |
|                  | Jegyzőkönyv |         |

| Estadio Irapuato, Irapuato Nézőszám: 15 317 Játékvezető: Lee Do-Ha (dél-koreai) |

### C csoport
| Csapat        | M | Gy | D | V | G+ | G– | Gk  | P |
| ------------- | - | -- | - | - | -- | -- | --- | - |
| Argentína     | 3 | 3  | 0 | 0 | 10 | 0  | +10 | 6 |
| Csehszlovákia | 3 | 2  | 0 | 1 | 7  | 4  | +3  | 4 |
| Kína          | 3 | 1  | 0 | 2 | 5  | 8  | –3  | 2 |
| Ausztria      | 3 | 0  | 0 | 3 | 0  | 10 | –10 | 0 |

| 1983. június 4. 12:00 |

| Kína | 0–5               | Argentína                                                 |
| ---- | ----------------- | --------------------------------------------------------- |
|      | (0–1) Jegyzőkönyv | Gabrich 16' García 53' Dertycia 70' Zárate 81' Acosta 89' |

| Estadio Azteca, Mexikóváros Nézőszám: 19 376 Játékvezető: Hernán Silva Arce (chilei) |

| 1983. június 4. 12:00 |

| Csehszlovákia                    | 4–0               | Ausztria |
| -------------------------------- | ----------------- | -------- |
| Kula 9' 71' Karoch 48' Hirko 89' | (1–0) Jegyzőkönyv |          |

| Estadio Cuauhtémoc, Puebla Nézőszám: 21 112 Játékvezető: Romualdas Yushka (szovjet) |

| 1983. június 7. 15:00 |

| Csehszlovákia           | 3–2               | Kína                       |
| ----------------------- | ----------------- | -------------------------- |
| Dostal 34' 89' Kula 75' | (1–0) Jegyzőkönyv | Mai Chao 49' Li Huayun 56' |

| Estadio Irapuato, Irapuato Nézőszám: 15 317 Játékvezető: M. Karim (bahreini) |

| 1983. június 7. 19:00 |

| Ausztria | 0–3               | Argentína                  |
| -------- | ----------------- | -------------------------- |
|          | (0–3) Jegyzőkönyv | Gabrich 13' 28' Zárate 20' |

| Estadio Nou Camp, León Nézőszám: 31 144 Játékvezető: Brian R. McGinley (skót) |

| 1983. június 9. 15:00 |

| Kína                                       | 3–0               | Ausztria |
| ------------------------------------------ | ----------------- | -------- |
| Liu Haiguang 48' Guo Yijun 79' Duan Ju 88' | (0–0) Jegyzőkönyv |          |

| Estadio Irapuato, Irapuato Nézőszám: 15 317 Játékvezető: Christopher Bambridge (ausztrál) |

| 1983. június 9. 17:00 |

| Argentína                 | 2–0               | Csehszlovákia |
| ------------------------- | ----------------- | ------------- |
| Vanemerak 15' Gabrich 77' | (1–0) Jegyzőkönyv |               |

| Estadio Nou Camp, León Nézőszám: 14 143 Játékvezető: Bernard Grah (elefántcsontparti) |

### D csoport
| Csapat      | M | Gy | D | V | G+ | G– | Gk | P |
| ----------- | - | -- | - | - | -- | -- | -- | - |
| Brazília    | 3 | 2  | 1 | 0 | 6  | 2  | +4 | 5 |
| Hollandia   | 3 | 1  | 2 | 0 | 4  | 3  | +1 | 4 |
| Nigéria     | 3 | 1  | 1 | 1 | 1  | 3  | –2 | 3 |
| Szovjetunió | 3 | 0  | 0 | 3 | 3  | 6  | –3 | 0 |

| 1983. június 3. 14:00 |

| Szovjetunió | 0–1               | Nigéria         |
| ----------- | ----------------- | --------------- |
|             | (0–0) Jegyzőkönyv | Okoronwanta 78' |

| Estadio Tecnológico, Monterrey Nézőszám: 37 837 Játékvezető: Fermín Ramírez Zermeno (mexikói) |

| 1983. június 4. 19:00 |

| Hollandia | 1–1               | Brazília    |
| --------- | ----------------- | ----------- |
| Been 49'  | (0–0) Jegyzőkönyv | Geovani 77' |

| Estadio Jalisco, Guadalajara Nézőszám: 68 130 Játékvezető: Rolf Ericson (svéd) |

| 1983. június 6. 19:00 |

| Brazília                                | 3–0               | Nigéria |
| --------------------------------------- | ----------------- | ------- |
| Gilmar Popoca 7' Santos 32' Geovani 43' | (3–0) Jegyzőkönyv |         |

| Estadio Jalisco, Guadalajara Nézőszám: 41 182 Játékvezető: Carlos Luis Alfaro (costa rica-i) |

| 1983. június 6. 21:00 |

| Hollandia                        | 3–2               | Szovjetunió               |
| -------------------------------- | ----------------- | ------------------------- |
| Duut 12' Been 48' Van Basten 49' | (1–1) Jegyzőkönyv | Salimov 40' Protaszov 46' |

| Estadio Tecnológico, Monterrey Nézőszám: 27 136 Játékvezető: Martínez Bazan (uruguayi) |

| 1983. június 9. 19:00 |

| Szovjetunió     | 1–2               | Brazília                       |
| --------------- | ----------------- | ------------------------------ |
| Litovchenko 87' | (0–0) Jegyzőkönyv | Agapov 47' (öngól) Geovani 80' |

| Estadio Jalisco, Guadalajara Nézőszám: 31 380 Játékvezető: Keith Hackett (angol) |

| 1983. június 9. 21:00 |

| Nigéria | 0–0         | Hollandia |
| ------- | ----------- | --------- |
|         | Jegyzőkönyv |           |

| Estadio Tecnológico, Monterrey Nézőszám: 41 283 Játékvezető: Andrzej Libich (lengyel) |

## Egyenes kieséses szakasz
|  |                          |               |                        |                          |   |               |                          |                          |                          |                          |               |       |       |
|  | Negyeddöntők             | Negyeddöntők  | Negyeddöntők           |                          |   | Elődöntők     | Elődöntők                | Elődöntők                |                          |                          | Döntő         | Döntő | Döntő |
|  | Negyeddöntők             | Negyeddöntők  | Negyeddöntők           |                          |   | Elődöntők     | Elődöntők                | Elődöntők                |                          |                          | Döntő         | Döntő | Döntő |
|  | június 11. – Mexikóváros |               |                        |                          |   |               |                          |                          |                          |                          |               |       |       |
|  |                          |               |                        |                          |   |               |                          |                          |                          |                          |               |       |       |
|  | A1                       | Skócia        | 0                      |                          |   |               |                          |                          |                          |                          |               |       |       |
|  | A1                       | Skócia        | 0                      | június 15. – Mexikóváros |   |               |                          |                          |                          |                          |               |       |       |
|  | B2                       | Lengyelország | 1                      |                          |   |               |                          |                          |                          |                          |               |       |       |
|  | B2                       | Lengyelország | 1                      |                          |   | Lengyelország | Lengyelország            | 0                        |                          |                          |               |       |       |
|  | június 12. – León        |               |                        |                          |   | Lengyelország | Lengyelország            | 0                        |                          |                          |               |       |       |
|  |                          |               | Argentína              | Argentína                | 1 |               |                          |                          |                          |                          |               |       |       |
|  | C1                       | Argentína     | Argentína              | Argentína                | 1 | 2             |                          |                          |                          |                          |               |       |       |
|  | C1                       | Argentína     |                        |                          |   | 2             | június 19. – Mexikóváros |                          |                          |                          |               |       |       |
|  | D2                       | Hollandia     | 1                      |                          |   |               |                          |                          |                          |                          |               |       |       |
|  | D2                       | Hollandia     | 1                      |                          |   | Argentína     | Argentína                | 0                        |                          |                          |               |       |       |
|  | június 11. – Monterrey   |               |                        |                          |   | Argentína     | Argentína                | 0                        |                          |                          |               |       |       |
|  |                          |               | Brazília               | Brazília                 | 1 |               |                          |                          |                          |                          |               |       |       |
|  | B1                       | Uruguay       | Brazília               | Brazília                 | 1 | 1             |                          |                          |                          |                          |               |       |       |
|  | B1                       | Uruguay       | június 15. – Monterrey |                          |   | 1             |                          |                          |                          |                          |               |       |       |
|  | A2                       | Dél-Korea     | 2                      |                          |   |               |                          |                          |                          |                          |               |       |       |
|  | A2                       | Dél-Korea     | 2                      |                          |   | Dél-Korea     | Dél-Korea                | 1                        | Bronzmérkőzés            | Bronzmérkőzés            | Bronzmérkőzés |       |       |
|  | június 12. – Guadalajara |               |                        |                          |   | Dél-Korea     | Dél-Korea                | 1                        | Bronzmérkőzés            | Bronzmérkőzés            | Bronzmérkőzés |       |       |
|  |                          |               | Brazília               | Brazília                 | 2 |               |                          | június 18. – Guadalajara | június 18. – Guadalajara | június 18. – Guadalajara |               |       |       |
|  | D1                       | Brazília      | Brazília               | Brazília                 | 2 | 4             |                          | június 18. – Guadalajara | június 18. – Guadalajara | június 18. – Guadalajara |               |       |       |
|  | D1                       | Brazília      |                        |                          |   |               |                          | Lengyelország            | Lengyelország            | 2                        |               |       |       |
|  | C2                       | Csehszlovákia | 1                      |                          |   |               |                          | Lengyelország            | Lengyelország            | 2                        |               |       |       |
|  | C2                       | Csehszlovákia | 1                      |                          |   | Dél-Korea     | Dél-Korea                | 1                        |                          |                          |               |       |       |
|  |                          |               |                        |                          |   | Dél-Korea     | Dél-Korea                | 1                        |                          |                          |               |       |       |

### Negyeddöntők
| 1983. június 11. 12:00 |

| Skócia | 0–1               | Lengyelország |
| ------ | ----------------- | ------------- |
|        | (0–1) Jegyzőkönyv | Klemenz 5'    |

| Estadio Azteca, Mexikóváros Nézőszám: 11 986 Játékvezető: Gérard Biguet (francia) |

| 1983. június 11. 17:00 |

| Uruguay      | 1–2 (h. u.)                 | Dél-Korea             |
| ------------ | --------------------------- | --------------------- |
| Martínez 71' | (0–0, 1–1, 1–2) Jegyzőkönyv | Shin Yeon-Ho 54' 104' |

| Estadio Tecnológico, Monterrey Nézőszám: 11 986 Játékvezető: Carlos Luis Alfaro (costa rica-i) |

| 1983. június 12. 12:00 |

| Argentína             | 2–1               | Hollandia     |
| --------------------- | ----------------- | ------------- |
| Borelli 65' Gaona 90' | (0–1) Jegyzőkönyv | Van Basten 4' |

| Estadio Nou Camp, León Nézőszám: 24 830 Játékvezető: Keith Hackett (angol) |

| 1983. június 12. 12:00 |

| Brazília                             | 4–1               | Csehszlovákia |
| ------------------------------------ | ----------------- | ------------- |
| Dunga 18' Bebeto 29' Geovani 40' 60' | (3–1) Jegyzőkönyv | Dostal 6'     |

| Estadio Jalisco, Guadalajara Nézőszám: 36 183 Játékvezető: Fermín Ramírez Zermeno (mexikói) |

### Elődöntők
| 1983. június 15. 17:00 |

| Lengyelország | 0–1               | Argentína  |
| ------------- | ----------------- | ---------- |
|               | (0–0) Jegyzőkönyv | Zárate 59' |

| Estadio Azteca, Mexikóváros Nézőszám: 39 896 Játékvezető: Martínez Bazan (uruguayi) |

| 1983. június 15. 17:00 |

| Dél-Korea        | 1–2               | Brazília                     |
| ---------------- | ----------------- | ---------------------------- |
| Kim Jong-Boo 14' | (1–1) Jegyzőkönyv | Gilmar Popoca 22' Santos 81' |

| Estadio Tecnológico, Monterrey Nézőszám: 55 914 Játékvezető: Jan Keizer (holland) |

### Bronzmérkőzés
| 1983. június 18. 17:00 |

| Lengyelország               | 2–1 (h. u.)                 | Dél-Korea       |
| --------------------------- | --------------------------- | --------------- |
| Krauze 77' Szczepanski 103' | (0–1, 1–1, 2–1) Jegyzőkönyv | Lee Ki-Keun 37' |

| Estadio Jalisco, Guadalajara Nézőszám: 35 000 Játékvezető: Luis C. Felix Ferreira (brazil) |

### Döntő
| 1983. június 19. 12:00 |

| Argentína | 0–1               | Brazília    |
| --------- | ----------------- | ----------- |
|           | (0–1) Jegyzőkönyv | Geovani 39' |

| Estadio Azteca, Mexikóváros Nézőszám: 110 000 Játékvezető: Gérard Biguet (francia) |

## Díjak
| Az 1983-as ifjúsági labdarúgó-világbajnokság győztese |
| ----------------------------------------------------- |
| · Brazília · 1. cím                                   |

| 2. helyezett | 3. helyezett  | 4. helyezett |
| ------------ | ------------- | ------------ |
| Argentína    | Lengyelország | Dél-Korea    |

| Golden Ball    | Golden Shoe        | Fair Play Award |
| -------------- | ------------------ | --------------- |
| Geovani        | Geovani            | Dél-Korea       |
| Roberto Zárate | Joachim Klemenz    | Dél-Korea       |
| Luis Islas     | Jorge Luis Gabrich | Dél-Korea       |

## Gólszerzők
| 6 gólos - Geovani 5 gólos - Joachim Klemenz 4 gólos - Jorge Luis Gabrich 3 gólos - Roberto Záráte - Stanislav Dostal - Shin Yeon-Ho - Carlos Aguilera 2 gólos - Gilmar Popoca - Santos - Vlastimil Kula - Kim Jong-Boo - Marco van Basten - Mario Been - Marek Lesniak - Adrian Szczepanski - James Dobbin - Rubén Sosa | 1 gólos - Oscar Acosta - Jorge Borelli - Oscar Dertycia - Julio Cesar Gaona - Claudio García - Mario Vanemerak - Rodney Brown - Frank Farina - Fabio Incantalupo - Jim Patikas - Bebeto - Dunga - Miroslav Hirko - Pavel Karoch - Karel Kula - No In-Woo - Kim Jong-Kon - Lee Ki-Keun - George Gelnovatch - Jeff Hooker - Hugo Perez - Leopold Didi - Lucien Kassy | 1 gólos (folytatás) - Henk Duut - Mai Chao - Liu Haiguang - Li Huayun - Duan Ju - Guo Yijun - Wojciech Gorgon - Wieslaw Krauze - Miroslaw Myslinski - Wieslaw Wraga - Marcelino Bernal - Martin Reyna - Tarila Okoronwanta - Steve Clarke - Paul McStay - Hennadiy Litovchenko - Oleg Protaszov - Fanas Salimov - Jorge Martínez - José Zalazar 1 öngólos - Mikhail Agapov ( Brazília ellen) |

## Végeredmény
Az első négy helyezett utáni sorrend nem tekinthető hivatalosnak, mivel ezekért a helyekért nem játszottak mérkőzéseket. Ezért e helyezések meghatározásához az alábbiak lettek figyelembe véve:
1. több szerzett pont
2. jobb gólkülönbség
3. több szerzett gól

A hazai csapat eltérő háttérszínnel kiemelve.
| Helyezés | Nemzet           | M | Gy | D | V | G+ | G– | Gk  | P  |
| -------- | ---------------- | - | -- | - | - | -- | -- | --- | -- |
| Arany    | Brazília         | 6 | 5  | 1 | 0 | 13 | 4  | +9  | 11 |
| Ezüst    | Argentína        | 6 | 5  | 0 | 1 | 13 | 2  | +11 | 10 |
| Bronz    | Lengyelország    | 6 | 4  | 0 | 2 | 13 | 7  | +6  | 8  |
| 4.       | Dél-Korea        | 6 | 3  | 0 | 3 | 8  | 9  | –1  | 6  |
|          |                  |   |    |   |   |    |    |     |    |
| 5.       | Uruguay          | 4 | 2  | 1 | 1 | 7  | 5  | +2  | 5  |
| 6.       | Skócia           | 4 | 2  | 0 | 2 | 4  | 3  | +1  | 4  |
| 7.       | Csehszlovákia    | 4 | 2  | 0 | 2 | 8  | 8  | 0   | 4  |
| 8.       | Hollandia        | 4 | 1  | 2 | 1 | 5  | 5  | 0   | 4  |
|          |                  |   |    |   |   |    |    |     |    |
| 9.       | Ausztrália       | 3 | 1  | 1 | 1 | 4  | 4  | 0   | 3  |
| 10.      | Nigéria          | 3 | 1  | 1 | 1 | 1  | 3  | –2  | 3  |
| 11.      | Egyesült Államok | 3 | 1  | 0 | 2 | 3  | 5  | –2  | 2  |
| 12.      | Kína             | 3 | 1  | 0 | 2 | 5  | 8  | –3  | 2  |
| 13.      | Mexikó           | 3 | 0  | 1 | 2 | 2  | 4  | –2  | 1  |
| 14.      | Elefántcsontpart | 3 | 0  | 1 | 2 | 2  | 8  | –6  | 1  |
| 15.      | Szovjetunió      | 3 | 0  | 0 | 3 | 3  | 6  | –3  | 0  |
| 16.      | Ausztria         | 3 | 0  | 0 | 3 | 0  | 10 | –10 | 0  |